# Jeongwol Daeboreum
Jeongwol Daeboreum (‚Großer Vollmond‘) ist ein traditionelles, koreanisches Volksfest zur Feier des ersten Vollmonds eines Jahres. Es findet am 15. Tag des ersten Mondmonats statt. Das Fest ist unter unterschiedlichen Begriffen bekannt wie Sangwon (상원/上元 ‚hoher Beginn‘) und Ogiil (오기일/烏忌日 ‚Krähengedenktag‘). In der Vergangenheit sollte durch das Fest der Zusammenhalt und die Solidarität der Gemeinschaft gestärkt werden.

## Traditionelle Riten
- Trinken von Gwibalgisul (귀밝이술), einem Reiswein. Dieser soll das Gehör schärfen, damit man im neuen Jahr viele gute Nachrichten zu Ohr bekommt.[3]
- Nüsse knacken (부럼 깨기 Bureom kkaegi). Essen von Erd- und Walnüsse, Pinienkerne, Kastanien und Ginkgosamen am Morgen des Jeongwol Daeboreum soll für Gesundheit im neuen Jahr sorgen.[3]
- Essen von Ogok-Reis (오곡밥 Ogok-bap). Ogokbap wird zusammen mit Gemüse gegessen. Ogok-bap in der Gemeinschaft zu verzehren und zu teilen soll Glück für das neue Jahr bringen.[1]
- Das rituelle Pyramidenfeuer Daljip taeugi (달집 태우기) soll Unheil abwenden und Glück hervorrufen. Hierfür werden Stroh, Äste oder ähnliches zu einer großen Pyramide aufgeschichtet und angezündet.[1]
- Für die Feldfeuer Jwibulnori (쥐불놀이) wird auf Feldern Stroh aufgeschichtet, das nach dem Sonnenuntergang überall gleichzeitig angezündet wird. Dadurch sollen Unkraut und Schädlinge vernichtet werden für eine gute Ernte im neuen Jahr.[1]
- Beim Geisterstampfen (지신밟기 Jisinbapgi) ziehen Bauern gemeinsam als Musikgruppe (Pungmul) von Haus zu Haus und stampfen auf den Boden, um Geister, die Götter der Erde, herbeizurufen. Dies soll Glück bringen und im Gegenzug erhalten die Bauern von den Hausbesitzern Essen und Trinken.[1][2]
- Aus dem Geisterstampfen entwickelte sich in der Stadt Iksan (Nord-Jeolla) die Tradition des Gisebae Nori (기세배 놀이). Bei dieser Volkstradition wird das neue Jahr mit dem Schwingen großer Fahnen begrüßt. Dazu führen Tanzgruppen schamanische Rituale auf.[3][2]
- Ein traditionelles Spiel zu Daeboreum ist Seilziehen (줄다리기 Juldarigi).[1]
- Da das Wort für ‚Brücke‘ und ‚Bein‘ im Koreanischen gleich ist, 다리 Dari, soll das Überqueren von Brücken in der Nacht des Daeboreum für starke Beine sorgen.[2]

## Galerie

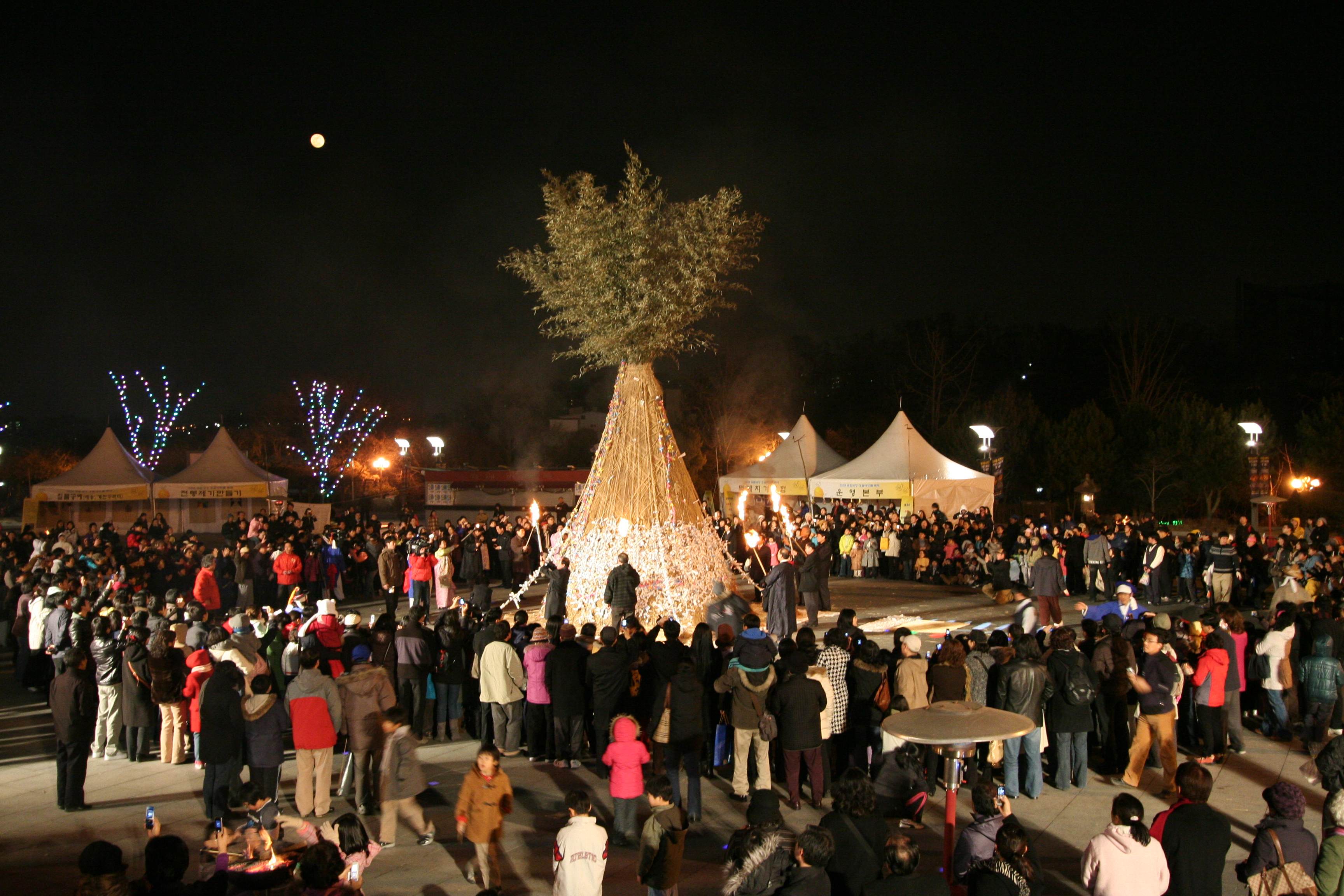
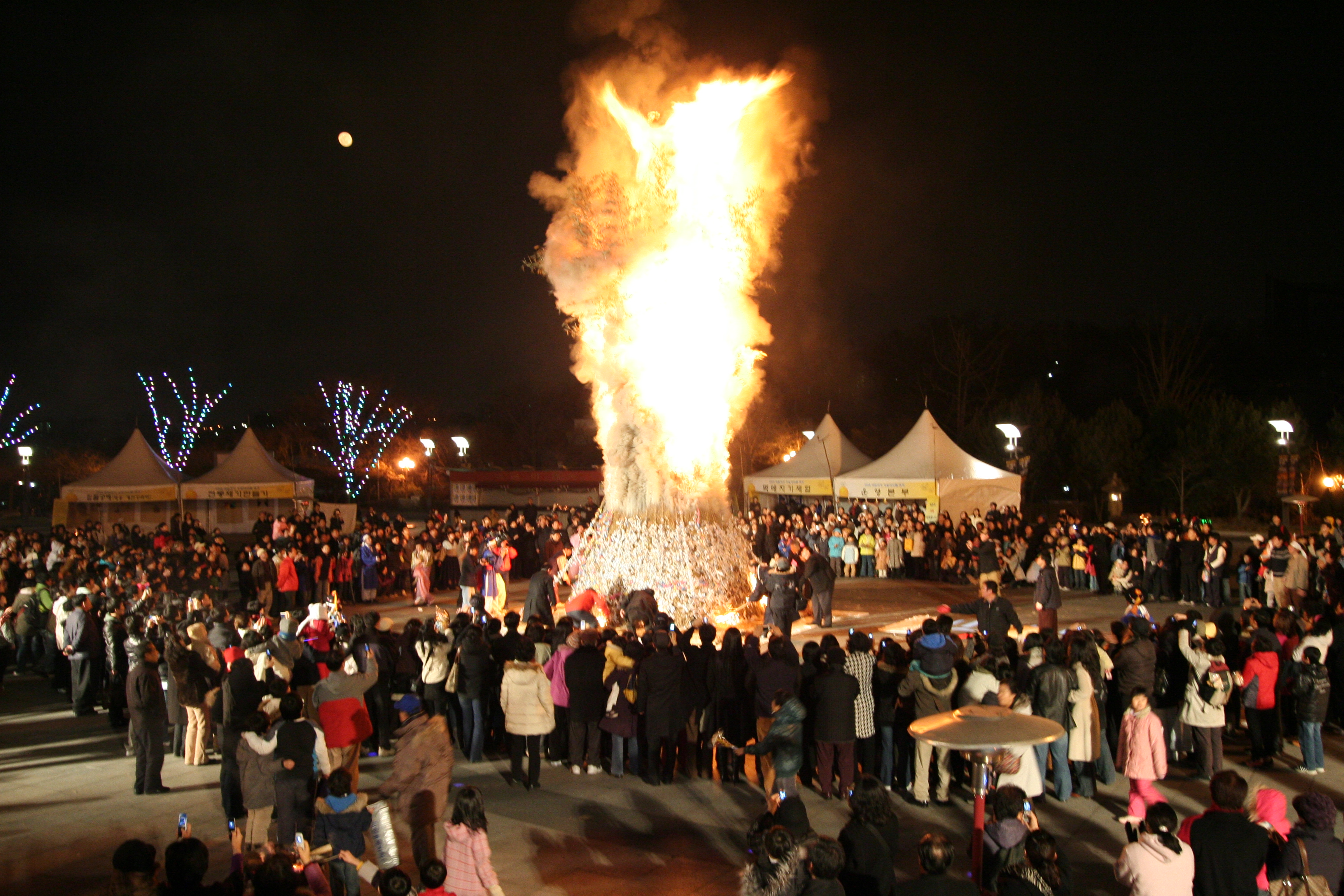
Das Pyramidenfeuer Daljip taeugi
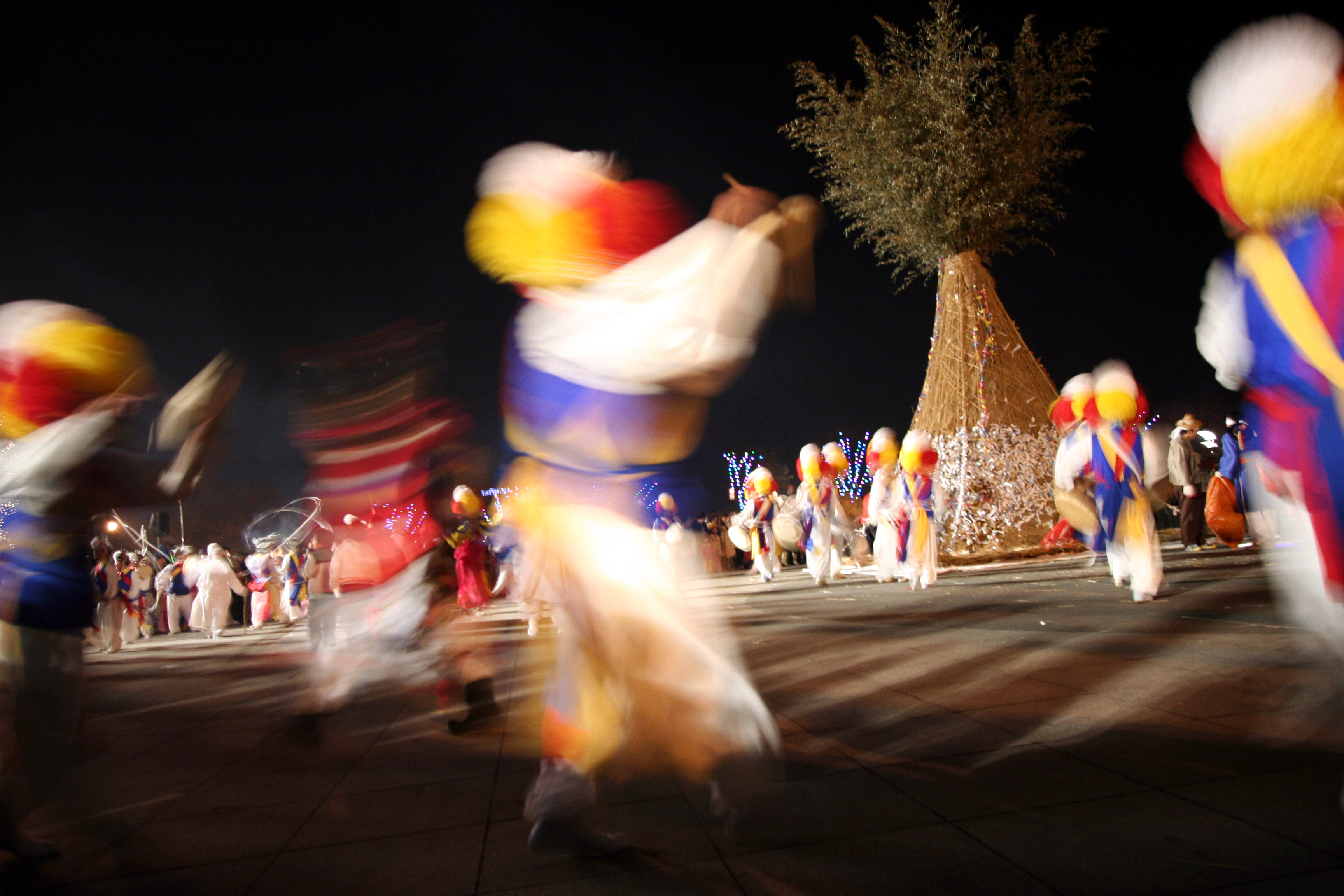
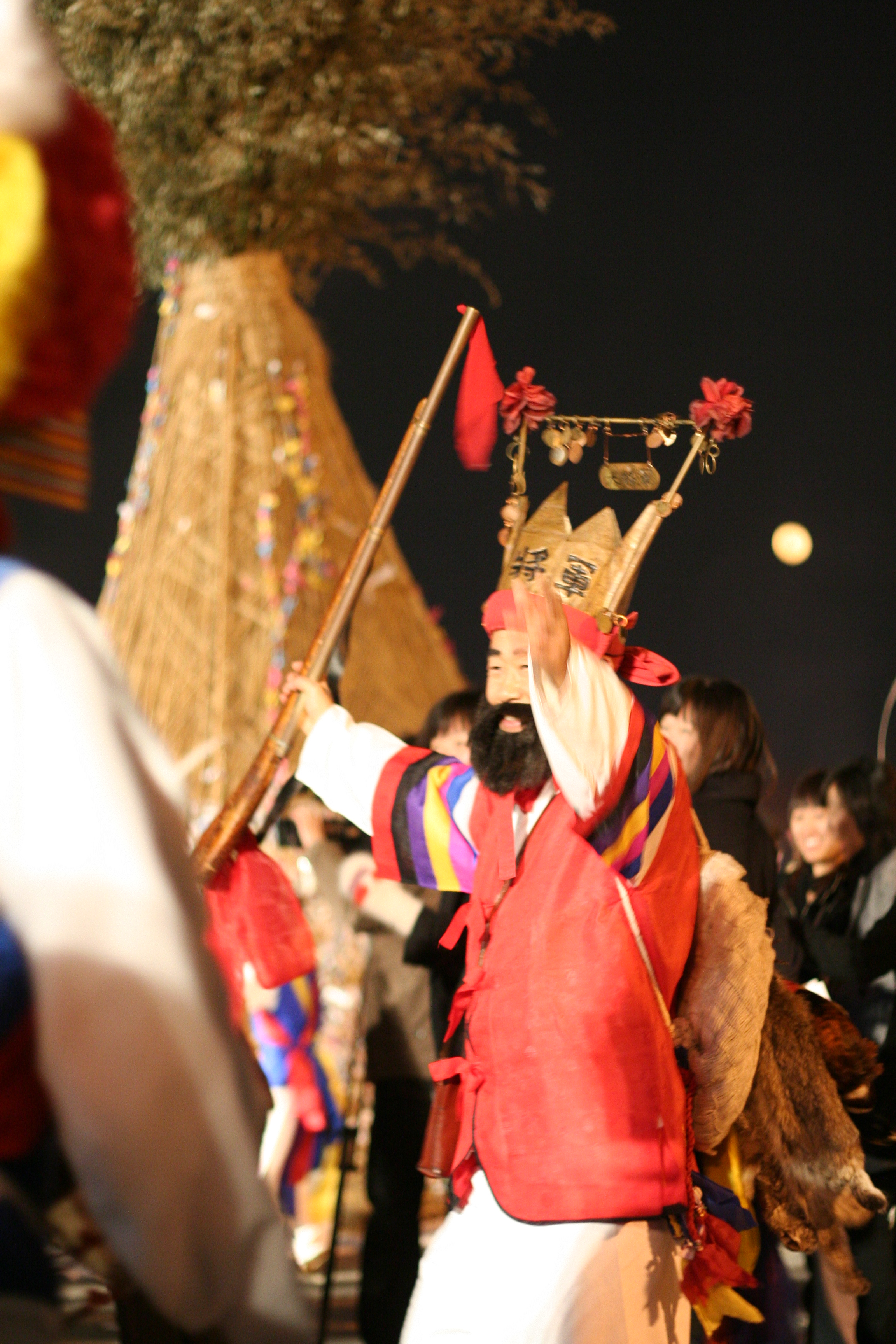
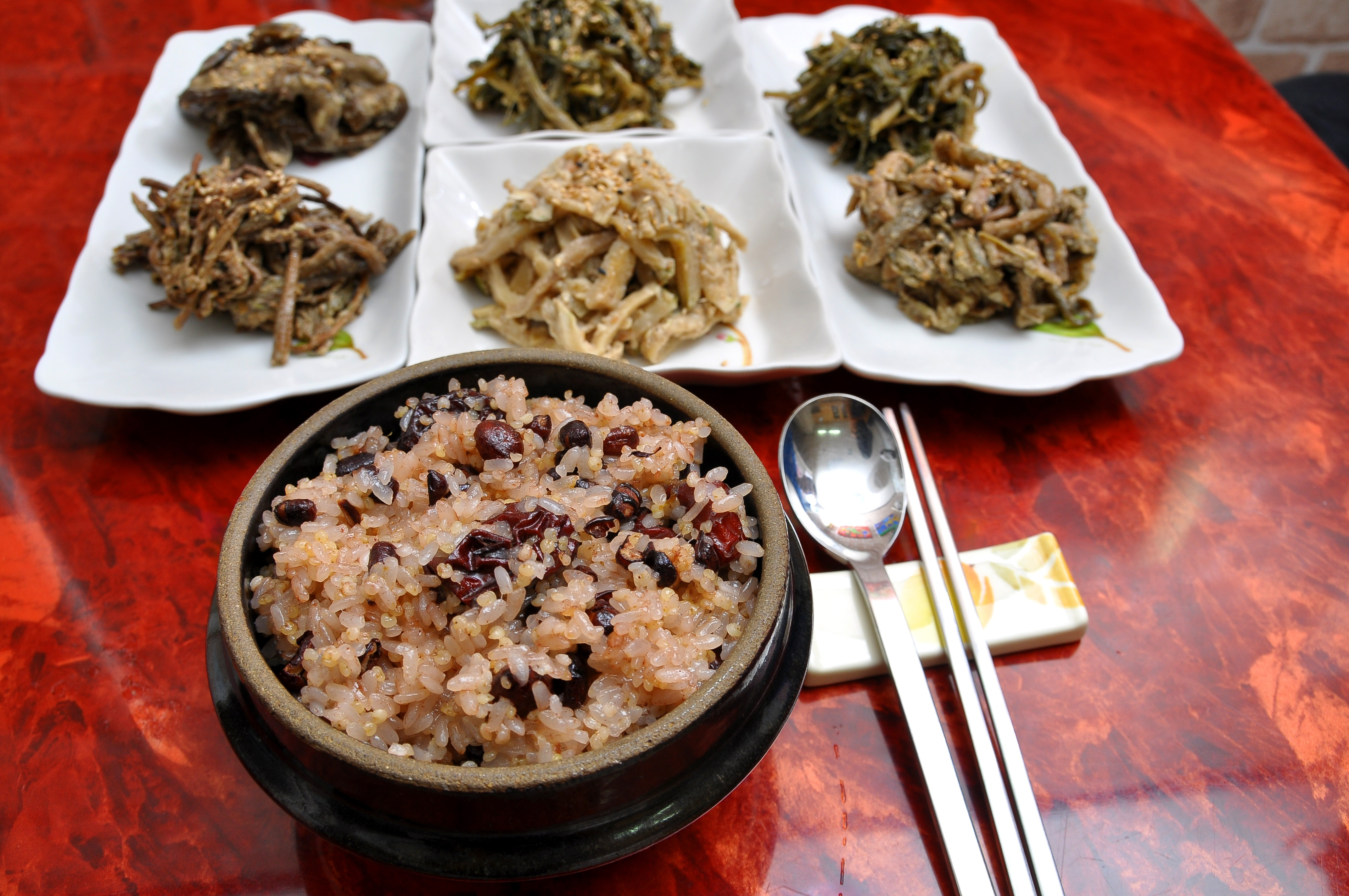
Ogok-bap und Boreum namul